# Snookersäsongen 2004/2005
Snookersäsongen 2004/2005 behandlar säsongen för de professionella spelarna i snooker.

## Nyheter
Snookersäsongen 2004/05 såg de allra sista upplagorna av såväl British Open som Irish Masters. Det var dessutom den sista gången som VM spelades med namnet Embassy. En nygammal tävling hade dock kommit in i snookerkalendern: China Open gjorde come back efter några säsongers frånvaro. Kina hade nämligen en blivande toppspelare, Ding Junhui, som naturligtvis bidrog till att öka intresset i landet.
Tävlingen European Open hade dessutom bytt namn till Malta Cup.
Säsongen avslutades med en riktig sensation: Kvalspelaren och högoddsaren (150 gånger pengarna) Shaun Murphy vann världsmästerskapen, den förste kvalspelaren sedan Terry Griffiths 1979 att göra detta, och tillsammans med Joe Johnson 1986 den mest överraskande segraren genom tiderna. Murphy slog Matthew Stevens i finalen, Stevens som därmed inkasserade sin andra finalförlust i VM.

## Tävlingskalendern
| Inbjudningsturneringar |
| Rankingturneringar     |

| År   | Datum             | Turnering               | Plats               | Vinnare           | Finalist        | Resultat |
| ---- | ----------------- | ----------------------- | ------------------- | ----------------- | --------------- | -------- |
| 2004 | 2-10 oktober      | Grand Prix              | Preston, England    | Ronnie O'Sullivan | Ian McCulloch   | 9-5      |
| 2004 | 8-14 november     | British Open            | Brighton, England   | John Higgins      | Stephen Maguire | 9-6      |
| 2004 | 15-28 november    | UK Championship         | York, England       | Stephen Maguire   | David Gray      | 10-1     |
| 2005 | 17-23 januari     | Welsh Open              | Newport, Wales      | Ronnie O'Sullivan | Stephen Hendry  | 9-8      |
| 2005 | 31 jan - 6 feb    | Malta Cup               | Portomaso, Malta    | Stephen Hendry    | Graeme Dott     | 9-7      |
| 2005 | 13-20 februari    | Masters                 | London, England     | Ronnie O'Sullivan | John Higgins    | 10-3     |
| 2005 | 6-13 mars         | Irish Masters           | Dublin, Irland      | Ronnie O'Sullivan | Matthew Stevens | 10-7     |
| 2005 | 27 mars - 3 april | China Open              | Peking, Kina        | Ding Junhui       | Stephen Hendry  | 9-5      |
| 2005 | 16 april - 2 maj  | VM i snooker            | Sheffield, England  | Shaun Murphy      | Matthew Stevens | 18-16    |
| 2005 | 5-6 maj           | Premier League Slutspel | Manchester, England | Ronnie O'Sullivan | Mark Williams   | 6-0      |